# Marie Cosnay
Pour les articles homonymes, voir Cosnay.
Marie Cosnay (née  le 20 avril 1965 à Bayonne) est professeure de lettres classiques, mais n'enseigne plus.

Elle est traductrice de textes antiques, écrivaine et militante pour l'accueil des migrants, et vit à Bayonne. 

## Biographie
Elle enseignait le français et le latin  au collège François-Truffaut de Saint-Martin-de-Seignanx dans les Landes. 
Elle commence sa carrière de création littéraire aux alentours des années 2000.
Elle publie des textes dans les revues Petite, Arpa, Présages, Rivaginaires, Florilèges, Le Nouveau Recueil, La Polygraphe et Fario. Outre quatre livres chez Cheyne depuis 2003, elle publie chez Verdier et chez Laurence Teper (André des ombres, Entre chagrin et néant, etc.) chez Quidam (À notre humanité) et surtout, depuis 2015, aux éditions de l'Ogre. 
En 2008, pendant cinq mois, une fois par semaine, Marie Cosnay assiste aux audiences de « sans-papiers » présentés au juge des libertés et de la détention de Bayonne. Elle écoute, observe et publie Entre chagrin et néant, en 2009. 
En 2012, Marie Cosnay construit son récit À notre humanité, de la Commune au printemps arabe, en puisant dans les mémoires de Louise Michel ou Lissagaray.
En 2017, elle termine une traduction des Métamorphoses d'Ovide. L'ensemble des chants est publié en un volume aux Éditions de l'Ogre, maison qui accueille également six de ses romans.
En 2018, elle est à l'origine avec Philippe Aigrain de l'initiative « J'accueille l'étranger ».

## Œuvres
- Que s’est-il passé ?, Cheyne éditeur, 2003
- Adèle, la scène perdue, Cheyne éditeur, 2005
- Villa chagrin, Éditions Verdier, 2006
- Déplacements', Éditions Laurence Teper, 2007 (rééd. numérique, Publie.net, 2012)
- Je ne pourrai pas venir te voir, (ouvrage collectif), Vent d'Ouest, 2008
- Les temps filiaux, Atelier in8, 2008
- Trois meurtres, Cheyne éditeur, 2008
- André des ombres, Éditions Laurence Teper, 2008 (rééd. numérique, Publie.net, 2012)
- Entre chagrin et néant : audiences d'étrangers, Éditions Laurence Teper, 2009 et Cadex Éditions, 2011
- Noces de Mantoue, Éditions Laurence Teper, 2009 (rééd. numérique, Publie.net, 2012)
- La langue maternelle, Cheyne éditeur, 2010
- Quand les mots du récit, Publie.net, 2010
- (avec Claude Chambard, Jérôme Lafargue, Éric Pessan), Des trains à travers la plaines, Atelier in8, 2011
- Ovide : d'Orphée à Achille, NOUS, 2011
- Comment on expulse : responsabilités en miettes, Éditions du Croquant, 2011
- Des Métamorphoses, Cheyne éditeur, 2012
- À notre humanité, Quidam éditeur, 2012
- La Bataille d'Anghiari, L'Or des fous (éditeur), 2013
- Le fils de Judith, Cheyne, 2014
- Cordelia la guerre, éditions de l'Ogre, 2015
- Sanza lettere, éditions de l'Attente, 2015
- Vie de HB, Nous, 2016
- Jours de répit à Baigorri, Créaphis, 2016
- Aquerò, éditions de l'Ogre, 2017
- Traduction des Métamorphoses d'Ovide, éditions de l'Ogre, 2017
- Épopée, éditions de l'Ogre, 2018
- (avec Mathieu Potte-Bonneville, Voir venir, Stock, 2019
- If, éditions de l'Ogre, 2020
- Comètes et perdrix, éditions de l'Ogre, 2021
- Des îles (Lesbos 2020 - Canaries 2021), éditions de l'Ogre, 2021
- Nos corps pirogues, éditions L'Ire des Marges, 2022
- Des îles (mer d’Alborán), éditions de l’Ogre, 2023
- Le Trésor de Ballantrae, éditions de l'Ogre, 2025